# James Iliff
James Iliff (4 de enero de 1923 - 11 de julio de 2014) fue un botánico galés.
Fue un incansable explorador y recolector de flora del País de Gales. Él y su esposa Mary colaboraron desde su creación con la "Forest Commission Wales" (Departamento Llandovery).
Fue especialista en Cactaceae, publicando sus novedades en Cactaceae Syst. Initiatives.

## Algunas publicaciones

### Libros
- Leighton-Boyce, G; J Iliff. 1973. The subgenus Tephrocactus; a historical survey with notes on cultivation. Ed. Succulent Plant Trust. 106 pp. ISBN 0-9500507-3-3

- La abreviatura «Iliff» se emplea para indicar a James Iliff como autoridad en la descripción y clasificación científica de los vegetales.[2]